# Queso de leche de oveja

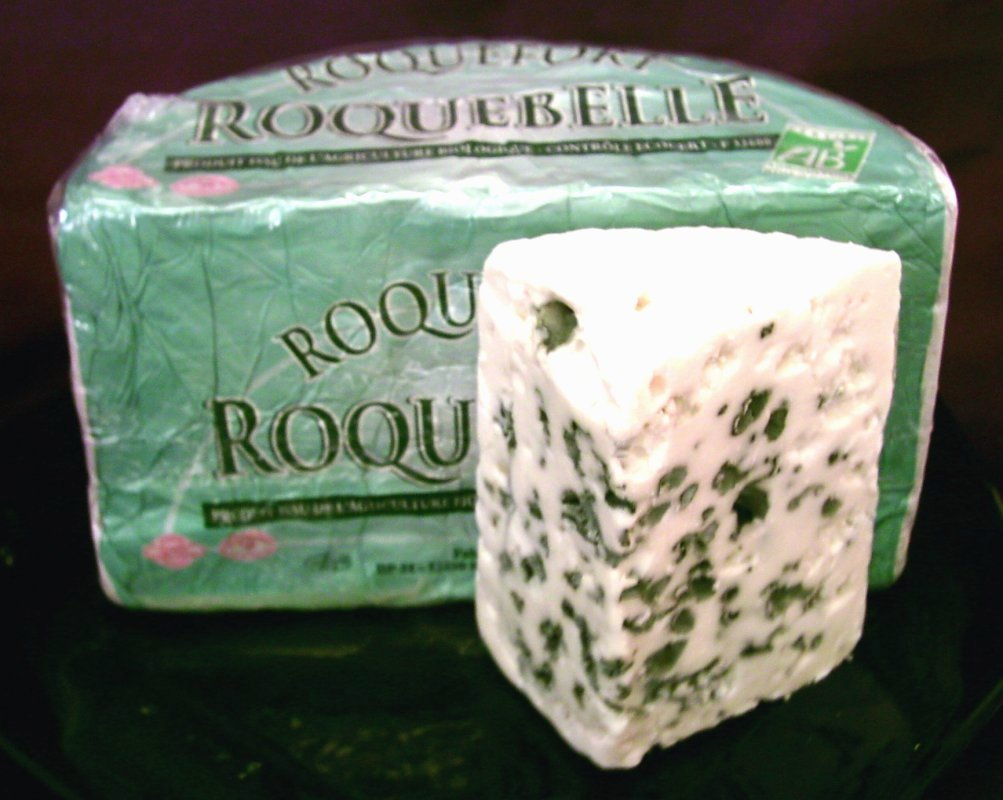
Roquefort

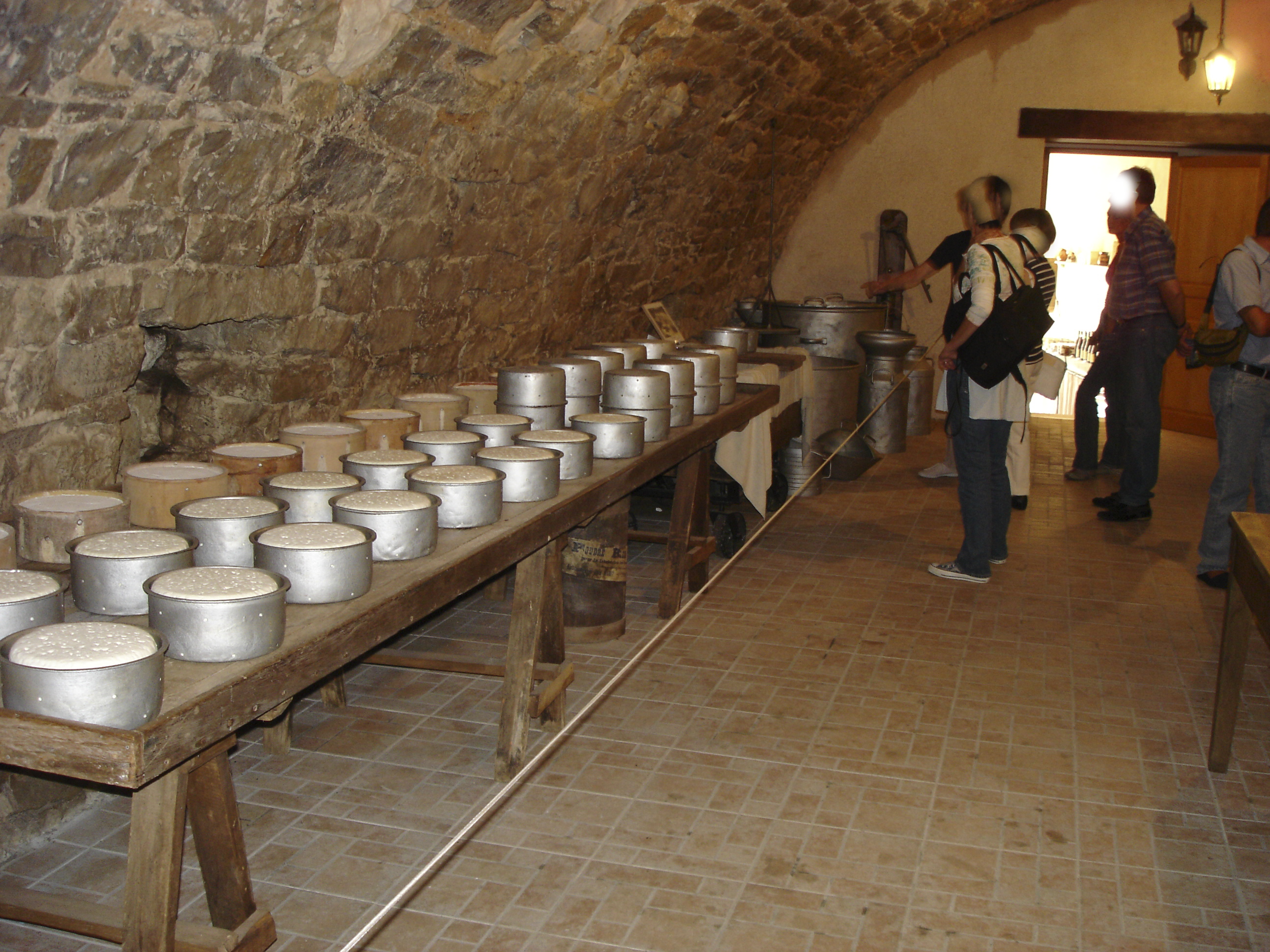
Museo de las tradiciones de Cornus (Aveyron). La quesería de Roquefort.

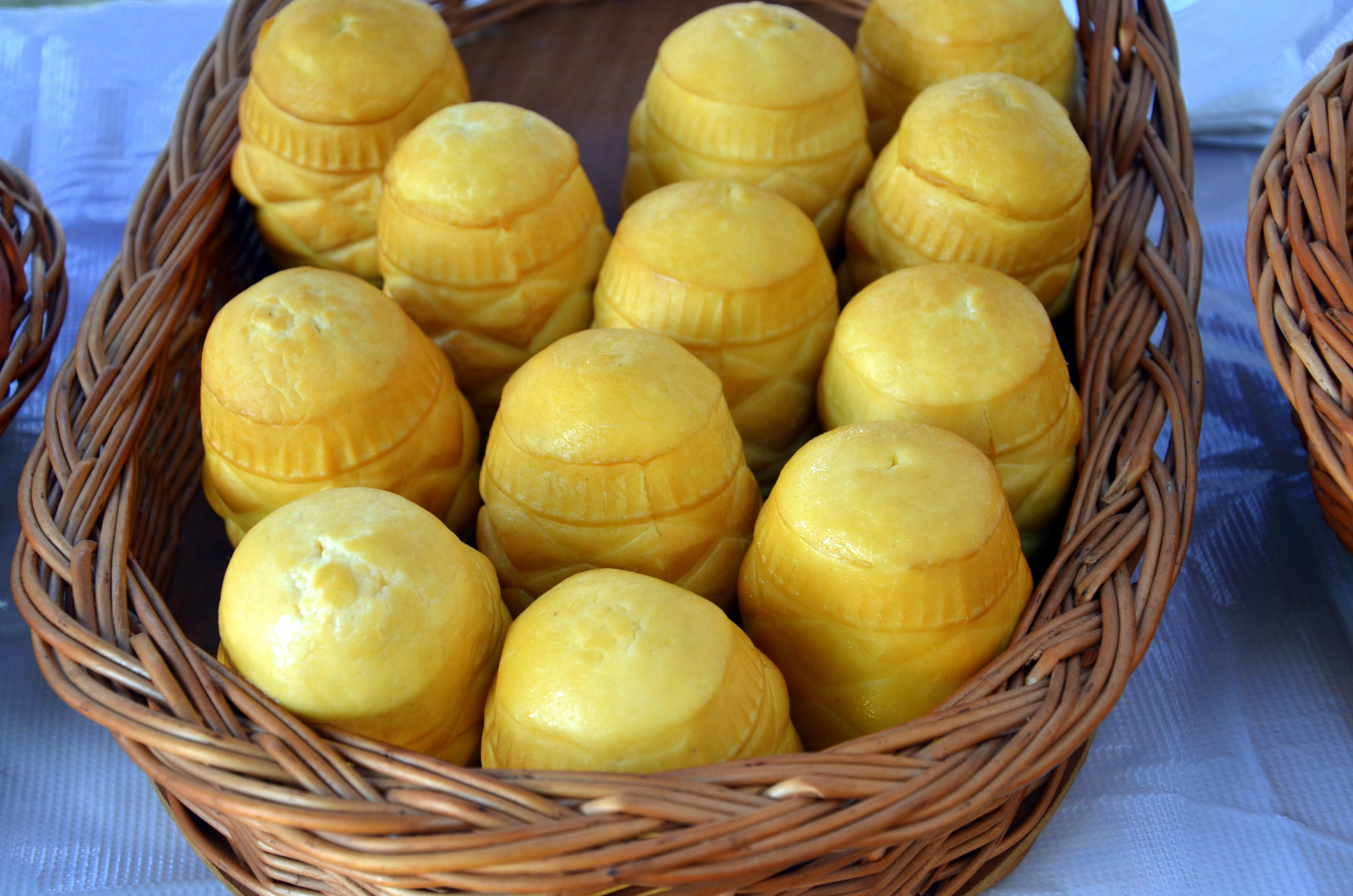
Quesos de leche de oveja de Polonia

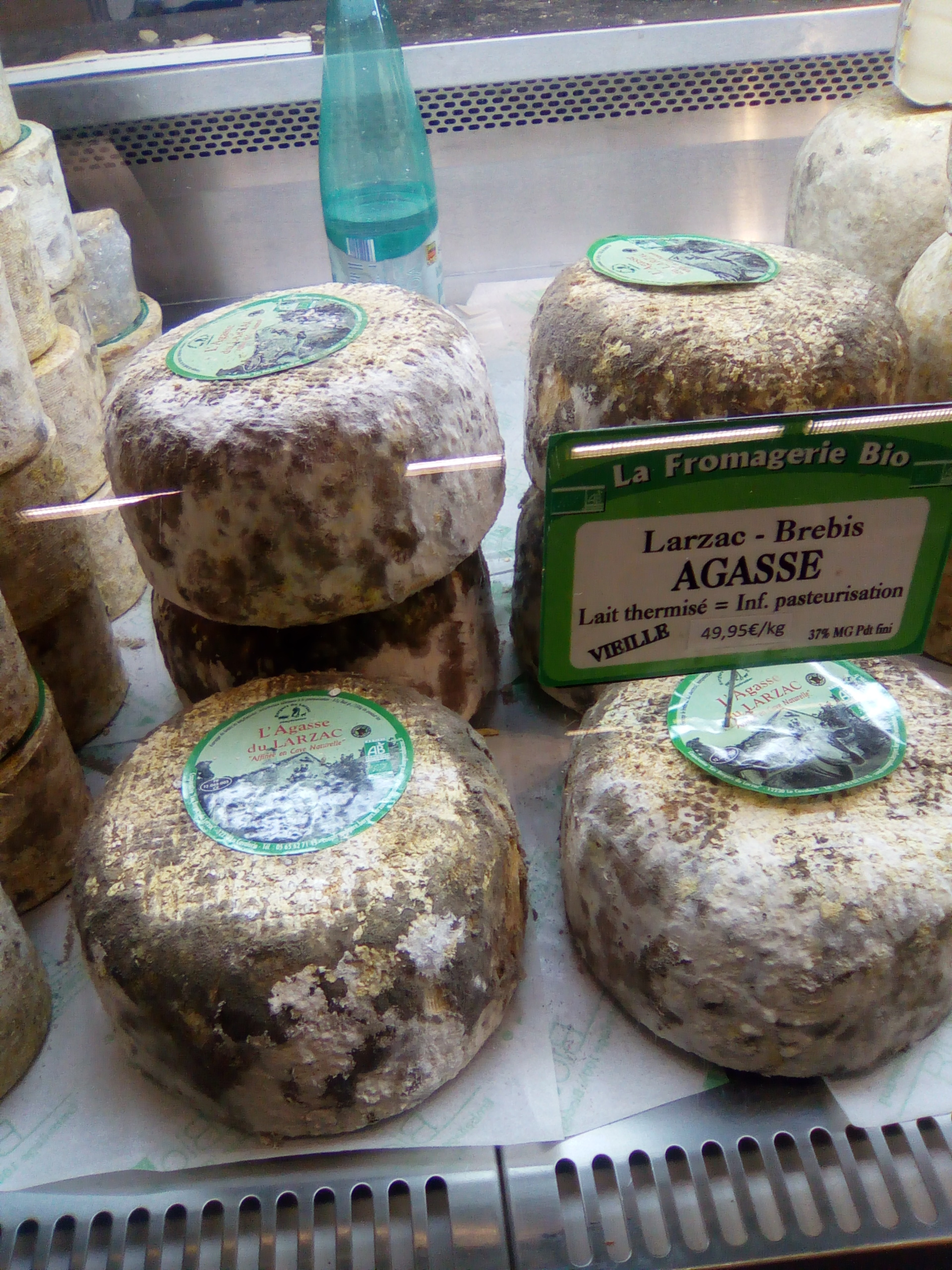
Quesos de leche de oveja de Francia.

El queso de oveja es un queso elaborado con leche de oveja. Entre los quesos conocidos elaborados con leche de oveja se incluyen el Feta de Grecia, el Roquefort de Francia, el Manchego de España, el Pecorino Romano y el Ricotta de Italia. Los yogures, especialmente algunas formas de yogur colado, también se pueden preparar con leche de oveja.

## Nutrición y producción

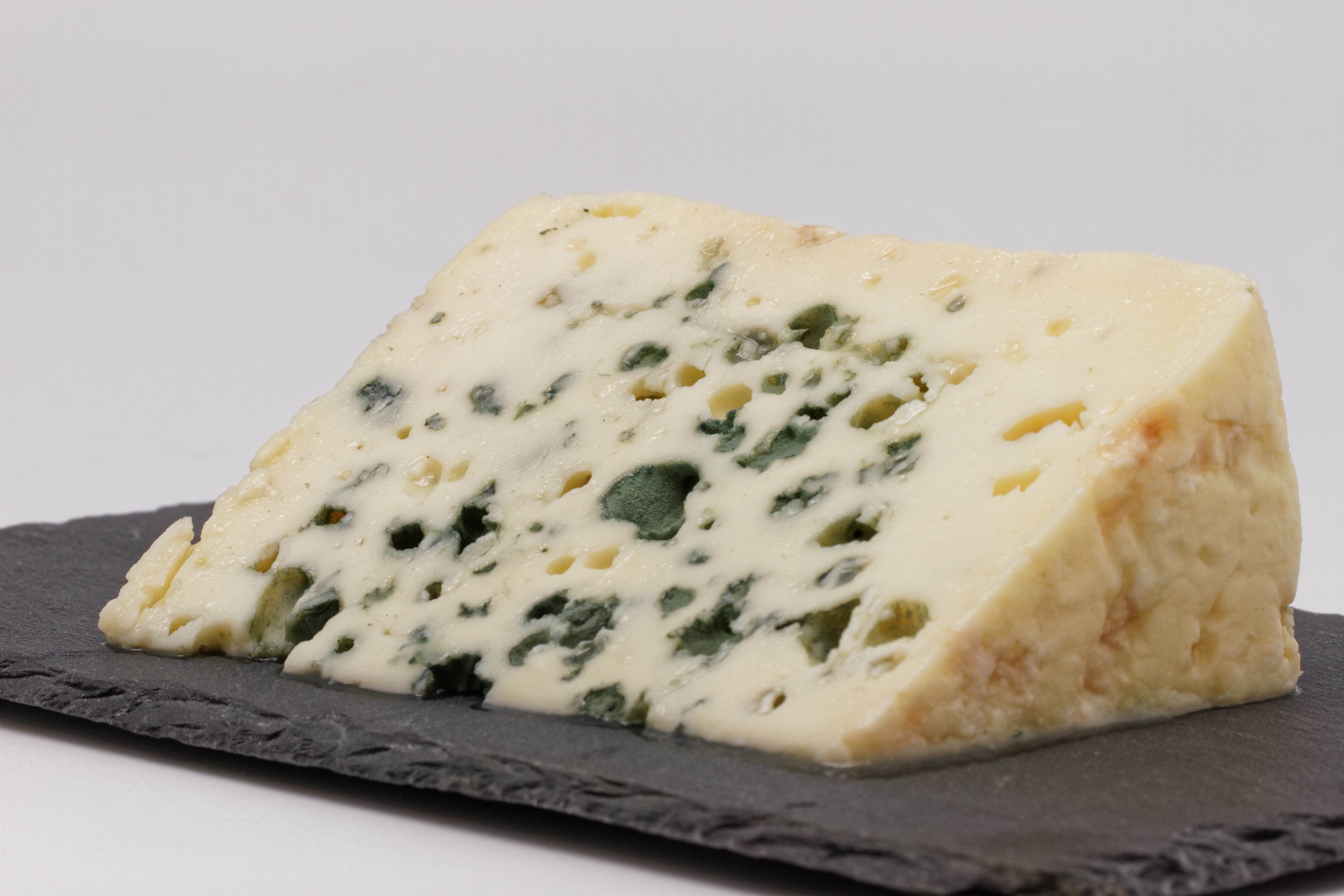
Queso de Roquefort, de l'Aveyron.

Las ovejas tienen sólo dos pezones y producen un volumen de leche mucho menor que las vacas.[cita requerida] Sin embargo, como la leche de oveja contiene mucha más grasa, sólidos y minerales que la leche de vaca, es ideal para el proceso de elaboración del queso. También resiste mejor la contaminación durante el enfriamiento debido a su contenido de calcio mucho más alto.[cita requerida] La leche de oveja contiene 4.8% de lactosa, más lactosa que la leche de vaca, y por lo tanto no es una alternativa para las personas que sufren intolerantes a la lactosa
Aunque la leche de oveja puede beberse fresca, hoy en día se utiliza principalmente en la elaboración de queso y yogur. Entre los quesos conocidos elaborados con leche de oveja se incluyen el Feta de Bulgaria y Grecia, el Roquefort de Francia, el Manchego de España, el Pecorino Romano (la palabra italiana para oveja es pecore) y el Ricotta de Italia. Los yogures, especialmente algunas formas de yogur colado, también se pueden preparar con leche de oveja. Muchos de estos productos ahora se elaboran a menudo con leche de vaca, especialmente cuando se producen fuera de su país de origen. Los quesos tardan entre 2 semanas a 2 a 3 meses y hasta dos años en madurar por completo.

## Por país

### Francia
Los quesos de leche de oveja franceses incluyen: Abbaye de Bellocq, Brique, Berger de Rocastin, Brebicet, Le Claousou, Lévejac, Valdeblore, Roquefort, Ardi-gasna, Agour, Ossau-Iraty, Brocciu, Asco, Brin d'amour, Faisselle, Fleur de Maquis, A filetta, y el Niolo.

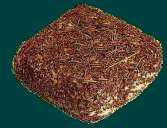
Brin d'Amour
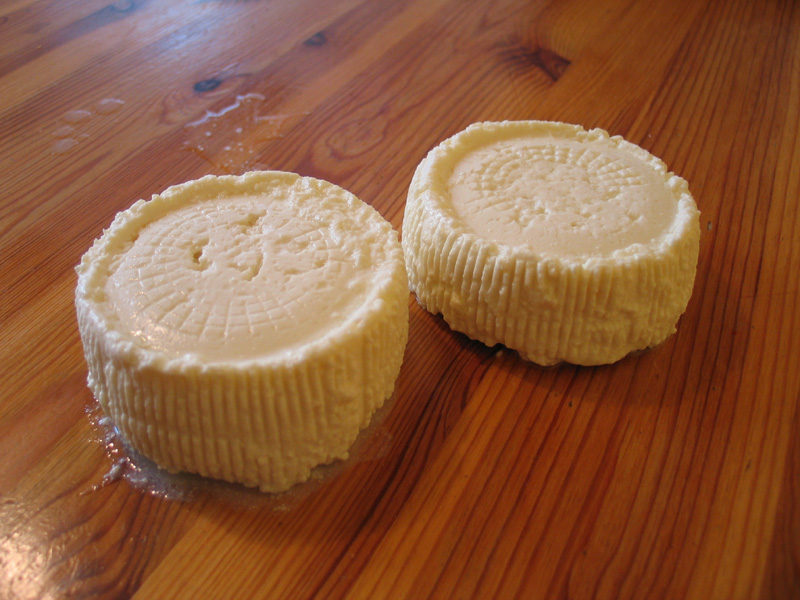
Brocciu
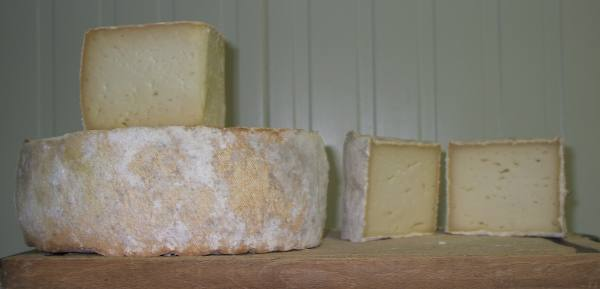
Levejac
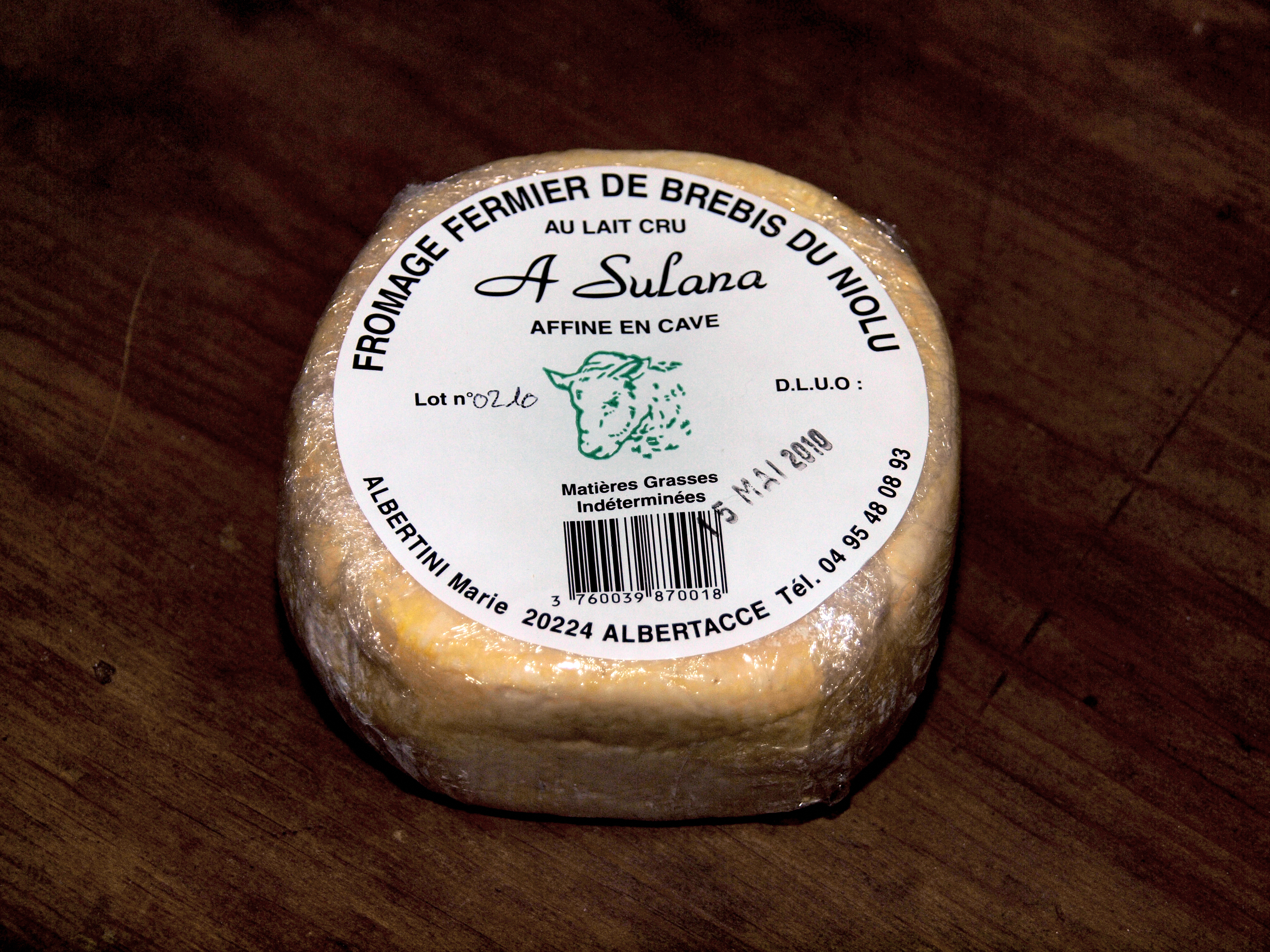
Niolo

### Chipre
Los quesos chipriotas de leche de oveja incluyen Anari y Halloumi .

### Grecia
Los quesos de leche de oveja griegos incluyen Feta y Kefalotyri .

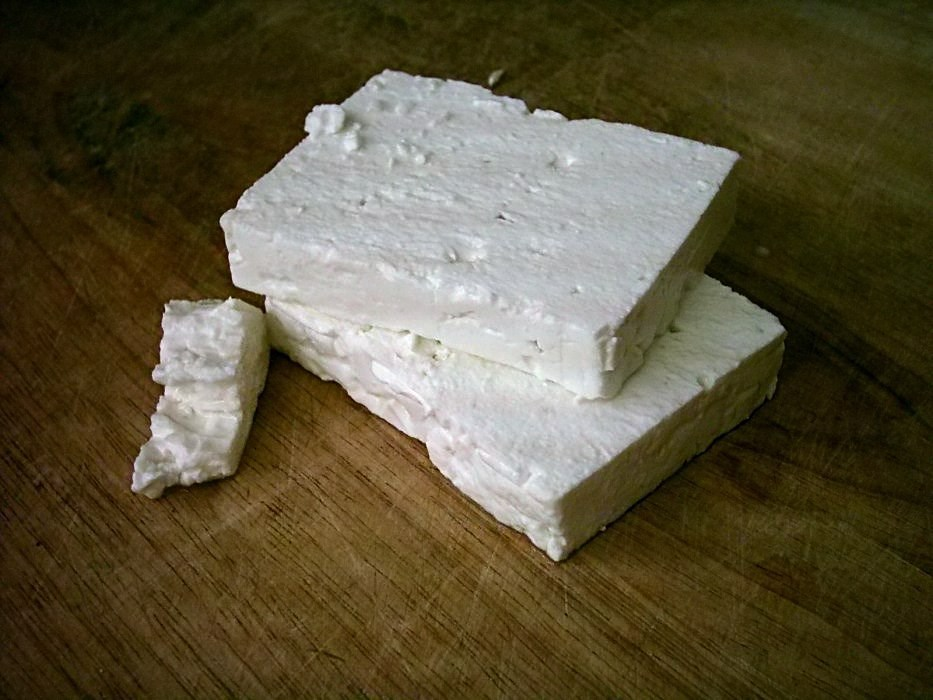
Queso feta

### Italia
Los quesos italianos de leche de oveja incluyen Pecorino Romano, Pecorino Sardo, Pecorino Siciliano, Pecorino Toscano y Ricotta .

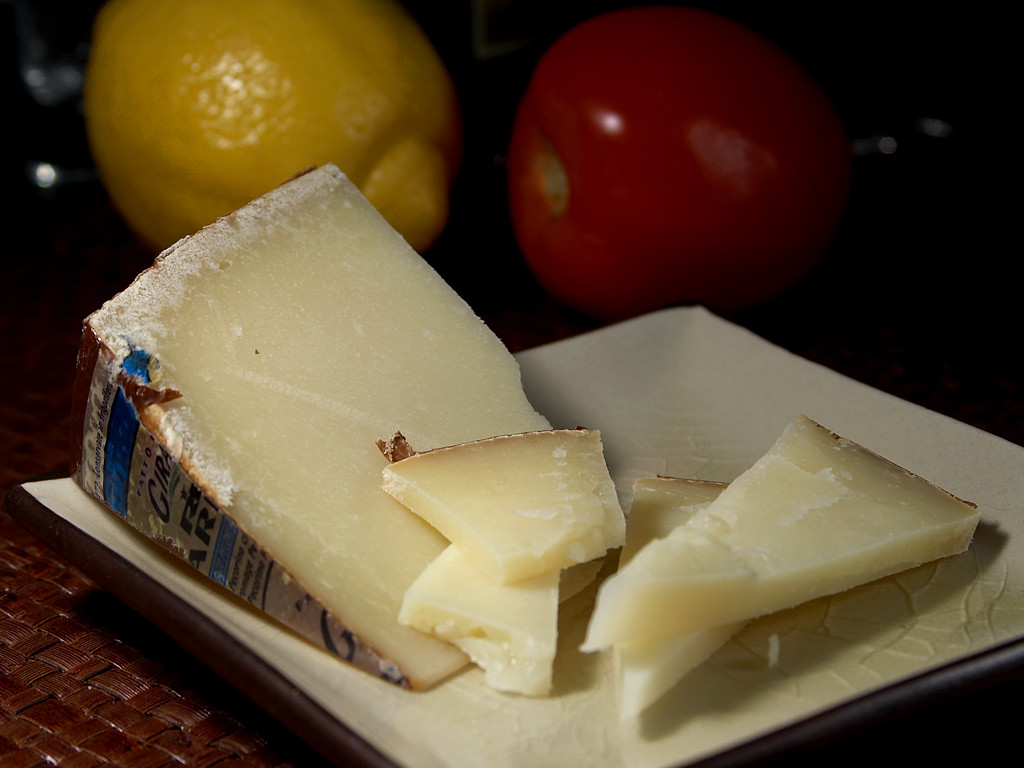
Pecorino Sardo
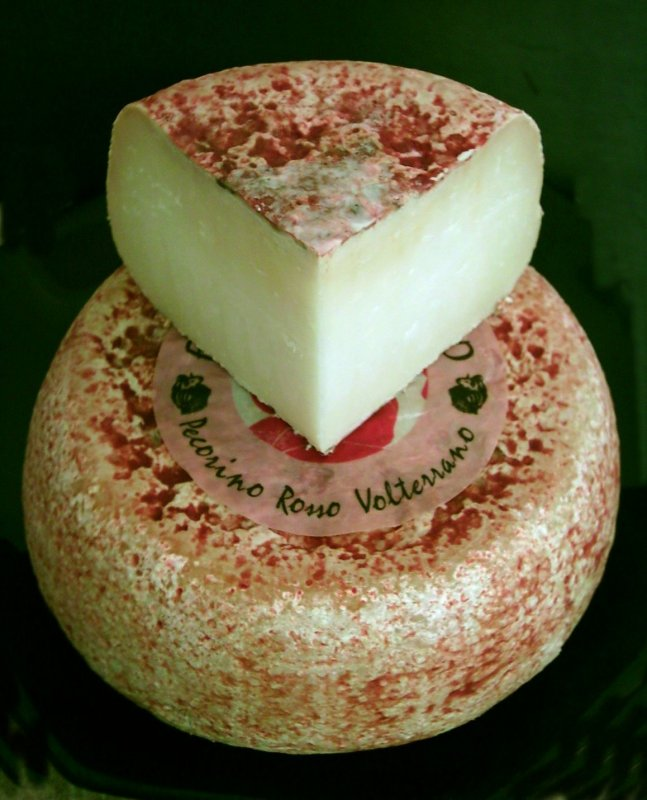
Pecorino Toscano
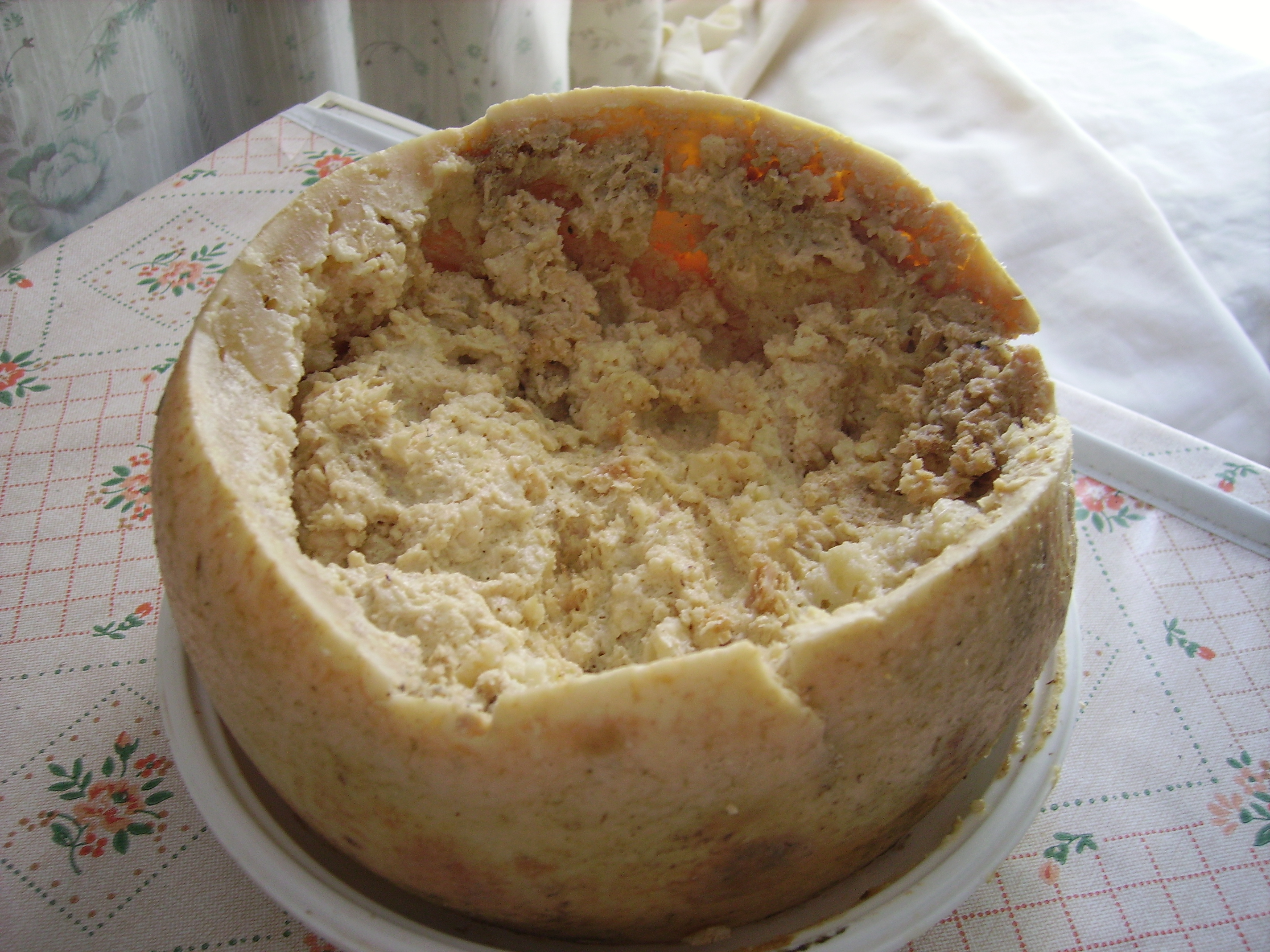
Casu marzu es un queso de leche de oveja tradicional de Cerdeña que contiene larvas de insectos vivas.

### Croacia
Los quesos croatas de leche de oveja incluyen queso Pag y Ovidur.

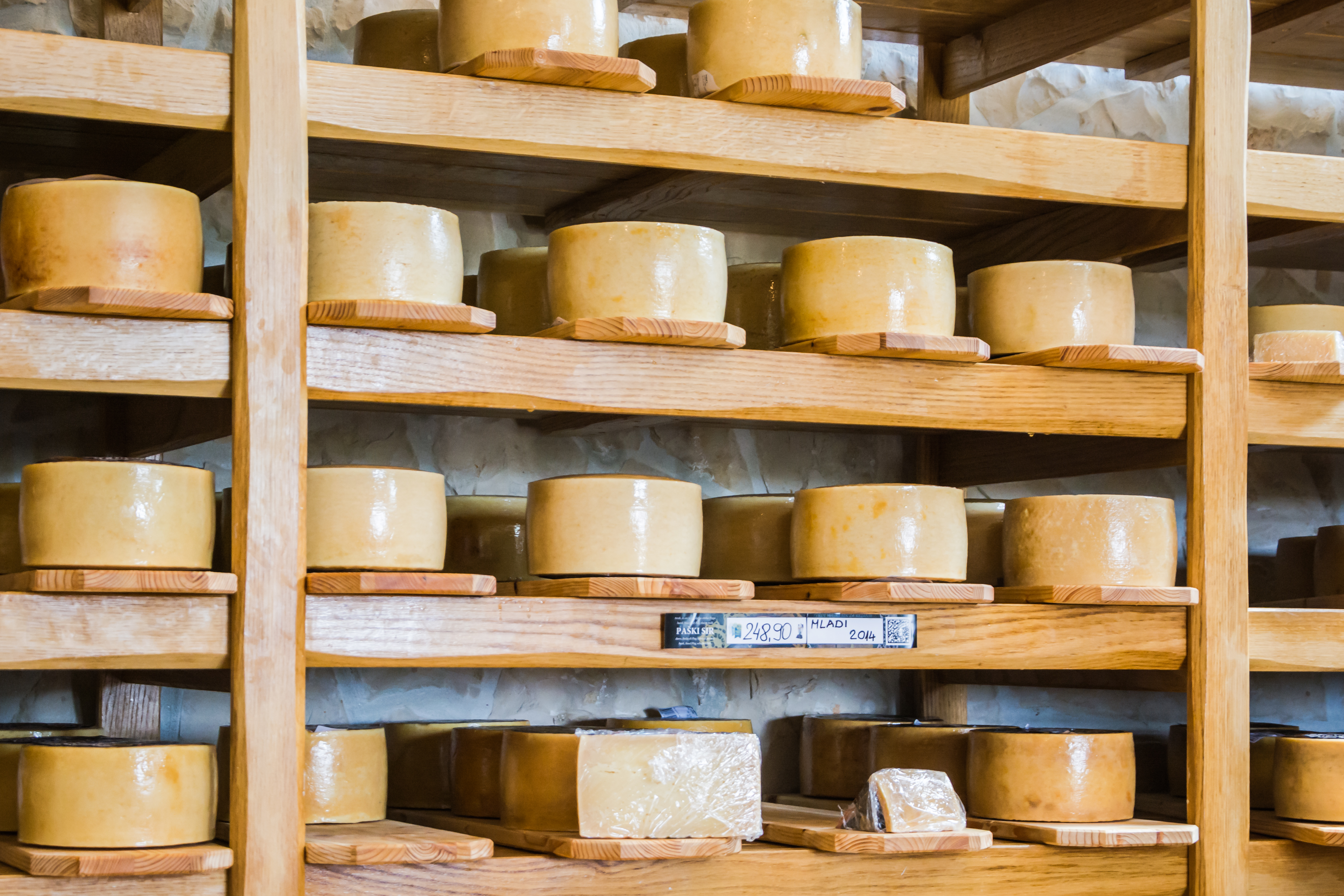
El queso Pag es un queso duro de leche de oveja de sabor distintivo que se origina en la isla adriática de Pag.

### Polonia
Los quesos polacos de leche de oveja incluyen oscypek y bryndza .

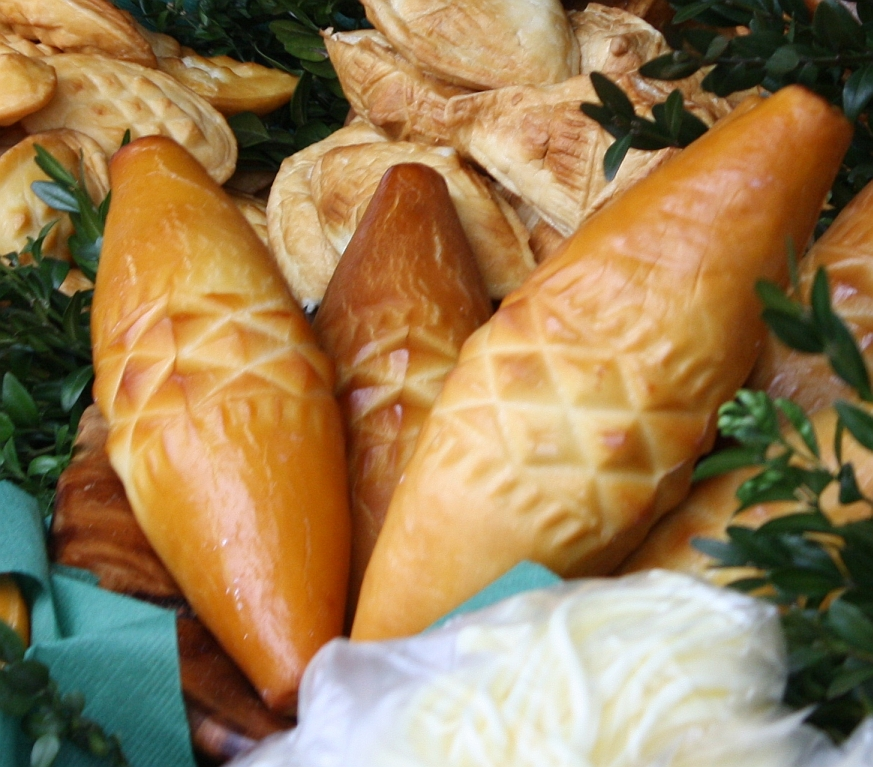
Queso Oscypek.
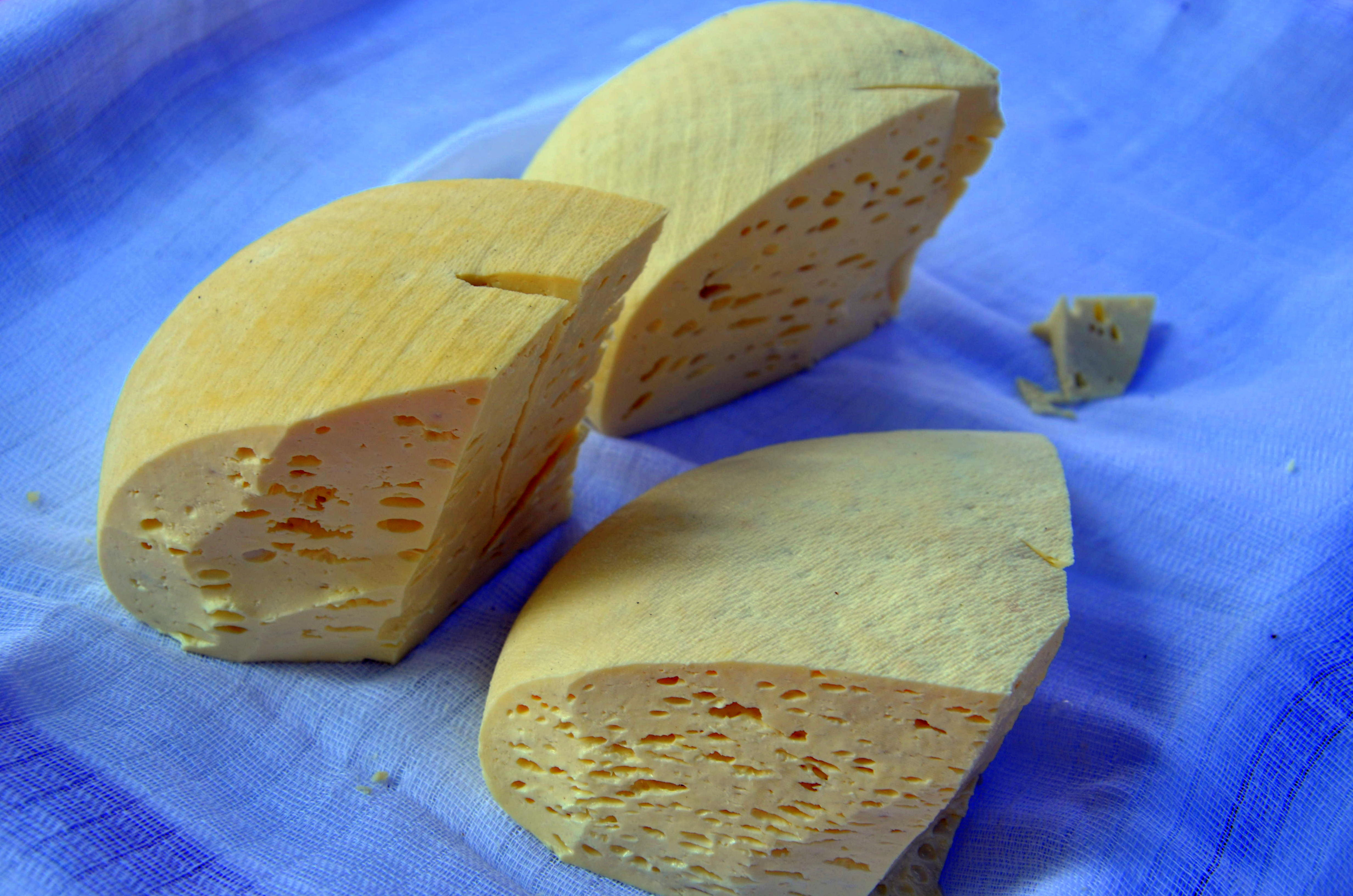
Quesos artesanales de leche de oveja del mercado local, elaborados por pastores en Polonia

### Portugal
Entre los quesos portugueses de leche de oveja se incluye Castelo Branco, Azeitão, Rabaçal, Saloio, Serpa y Serra .

### España
En España es el queso Roncal, elaborado en el Valle de Roncal, y está protegido por la Denominación de Origen Protegida (DOP). Otros quesos de España son la Torta del Casar y el Manchego .

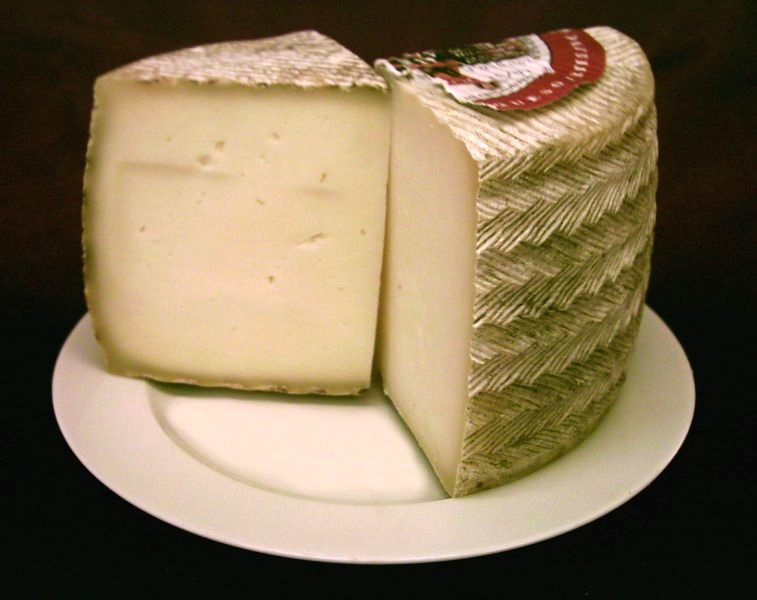
Manchego
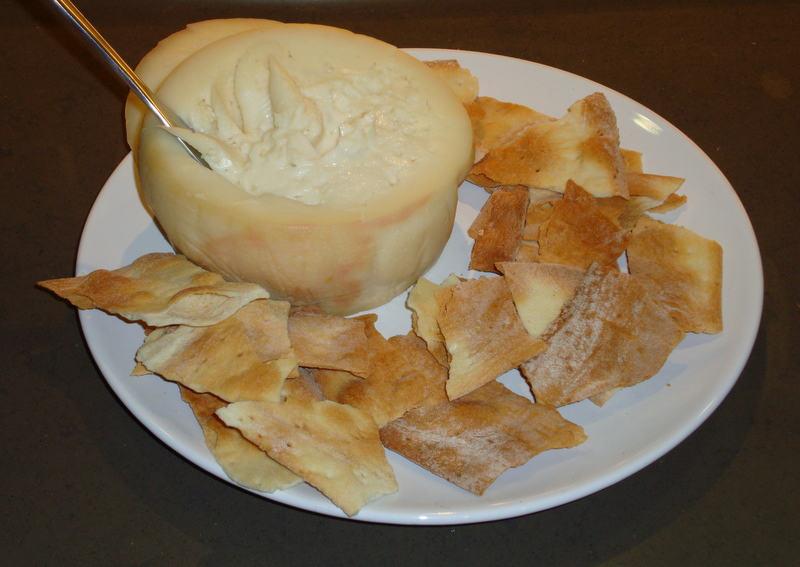
Torta del Casar servida con galletas

Hungría
Hungría produce Parenyica, un queso de leche de oveja descrito como queso enrollado ligeramente ahumado, generalmente elaborado con leche de oveja, pero también con leche de vaca; rodeado por un cordel de queso comestible.
En la región norte de Hungría se elabora otro queso de leche de oveja, el Gomolya, y se deja madurar al aire libre al sol durante 3 semanas mientras se cuelga en una gasa debajo de un refugio con techo abierto. Desarrollará un sabor más fuerte cuando se deje madurar sobre tablas de madera.

### Canadá
Uno de los mejores quesos de leche de oveja en Canadá es "Allegretto" de Fromagerie la Vache à Maillotte en Abitibi-Témiscamingue, ubicado en el oeste de Québec.